# عبد المتعالي بن طالب
أبو محمد عبد المتعال بن طالب بن إبراهيم، الأنصاري، البغدادي، من رواة الحديث، وهو ثقة. توفي سنة إثنين وعشرين ومائتين.

## روايته للحديث النبوي
- سمع: أبا إسماعيل المؤدب، وأبا عوانة، وأبا المليح الرقي، عبد الله بن وهب، ويوسف بن عطية الصفار.
- روى عنه: محمد بن إسماعيل البخاري فِي صحيحه، ويعقوب بن شيبة، وَعبد اللَّه بْن أَحْمَد الدورقي، وأَحْمَدُ بْنُ مُحَمَّد بْنِ عَبْدِ الْحَمِيدِ الْجُعْفِيُّ، وأحمد بن عليّ الخراز، وأبو بكر أبي الدنيا.
- الجرح والتعديل: قال أبو حاتم الرازي: ثقة. وقال ابن حجر العسقلاني: ثقة، ومرة: روى عنه البخاري حديث واحدا متابعة. وقال الدارقطني: ثقة. وقال الذهبي: ثقة. وقال يحيى بن معين: لا بأس به. وقال يعقوب بن شيبة السدوسي: ثقة.